# Ільпінь
Ільпі́нь — село в Україні, у Здолбунівській міській громаді Рівненського району Рівненської області. Орган місцевого самоврядування — Здолбунівська міська рада.

## Розташування
Село Ільпінь розташоване на відстані 3 км від центру громади міста Здолбунів і 15 км від обласного і районного центру міста Рівне.

## Походження назви
Існують народні легенди про походження назви «Ільпінь». Так, за оповіддю село заснували брати Іль та Пин, котрі, як чужинці, ховаючись від переслідувань, знайшли собі надійний притулок і осіли назавжди. Коли їх, нестало, це місце сусіди окреслювали словами «Де жили Іль та Пин» з чого вийшло «Ільпин».
За іншою версією Ільпінь заснували лісоруби з села Ільпибоки теперішнього Демидівського району.

## Історія
Перша писемна згадка про Ільпінь зустрічається в  акті 1603 року. Там засвідчено поділ майна, за яким син Василя Костянтиновича Острозького Олександр отримує 42 населені пункти, у числі котрих латинськими літерами засвідчено серед межових — Богдашова, Арестова, Кошатова (Великого і Малого) і село «Ільпін».
За даними 1608 року, «Ільпін» нараховував 25 «димів», утримував невелику дворову пасіку, мав 3 ставки, смолярню, деревообробну майстерню, глиняний кар'єр.
У 1650 року «Ільпін», як маєток Яна Завші, платив данину від 8 «димів», 2 городів, виконував двотижневі шарваркові повинності. Коли згодом село перейшло до Іллінських, воно помітно стало занепадати. За даними польського географічного словника 1882 року, «Ільпін» через тривалу воєнну розруху, морову епідемію, стихійні лиха та грабежі почав масово втрачати людність. Під кінець 1651 року тут було 20 дворів, а в 1655 року — лише 6.
За донесенням 1653 року, 25 «ильпинских вольнодумцев», уникаючи переслідувань, покинули село. Акт за 1654 рік свідчить, що «близ Ильпина» із засідки озброєні селяни напали на шляхетський каральний загін і нанесли йому великих втрат. У відплату каральники спалили 5 ільпінських дворів".
Скарга 1669 року звинувачує ільпінців у крадіжці в лісі пана Яблонського 5 стосів дров, за ушкоджену проїздами «шкілку», тобто розсадника лісових дерев.
На карті 1710 року Ільпінь фіксується як село, а поземельний план за 1769 рік іменує його в латинському записі «Ліпін». Акти 1770-1808 років називають село «Ільпін» і лише зрідка «Ільпень». Так і поземельні плани.
За даними 1895 року, Ільпін, який входив до волості Дятковичской", мав 47 дворів, 199 мешканців, деревообробні майстерні.
У 1906 році село Дятковицької волості Рівненського повіту Волинської губернії. Відстань від повітового міста 10 верст, від волості 17. Дворів 33, мешканців 226.
Польська карта 1914 року село іменує «Ільпєнь», а довідник 1947 року, як і тодішня карта, — Ільпин. У 50-тих роках утверджується діюча назва Ільпінь.
Відповідно до Розпорядження Кабінету Міністрів України від 12 червня 2020 року № 722-р «Про визначення адміністративних центрів та затвердження територій територіальних громад Рівненської області» увійшло до складу Здолбунівської міської громади. 

## Населення
Згідно з переписом УРСР 1989 року чисельність наявного населення села становила 531 особа, з яких 252 чоловіки та 279 жінок.
За переписом населення України 2001 року в селі мешкало 896 осіб.

### Мова
Розподіл населення за рідною мовою за даними перепису 2001 року:
| Мова       | Відсоток |
| ---------- | -------- |
| українська | 98,73 %  |
| російська  | 1,27 %   |

## Сьогодення
Площа села становить 120,0 га
На 1 січня 2014 року село Ільпінь нараховує 338 дворів, 1027 жителів, На території села розташовані дві церкви: УПЦ (КП) Свято–Дмитрівська, збудована 2009 р.; УПЦ (КП) Івана Богослова, збудована 1985 р.
В адміністративно-громадському центрі зосереджені клуб, бібліотека, початкова школа, фельдшерсько-акушерський пункт, дві церкви, пошта, ПСП «Хлібороб», три магазини, кафетерій, фермерське господарство «Родина плюс», ВАТ «Рівне рибгосп».
ТзОВ «Лада-Агро»

## Особистості
- Шевчук Володимир Миколайович — художник, учасник бойових дій в Афганістані.